# Cheilanthes pantanalensis
Cheilanthes pantanalensis är en kantbräkenväxtart som beskrevs av E.L.M.Assis, Ponce och Labiak. Cheilanthes pantanalensis ingår i släktet Cheilanthes och familjen Pteridaceae. Inga underarter finns listade.